# Miridiba saigonensis
Miridiba saigonensis är en skalbaggsart som beskrevs av Moser 1912. Miridiba saigonensis ingår i släktet Miridiba och familjen Melolonthidae. Inga underarter finns listade i Catalogue of Life.